# Bruno da Silva Barbosa
Bruno da Silva Barbosa (Sorocaba, 15 febbraio 1988) è un calciatore brasiliano, difensore dell'Ituano.

## Caratteristiche tecniche
È un difensore centrale.